# Giovanni Papini
Giovanni Papini (ur. 9 stycznia 1881 we Florencji, zm. 8 lipca 1956 tamże) – włoski dziennikarz, eseista, krytyk literacki, poeta i nowelista związany z futuryzmem.
Był samoukiem. W 1903 założył pismo „Leonardo” (później „La Voce”), zajmujące się problematyką kulturową, stawiające sobie za cel wzbudzenie nowych trendów intelektualnych we Włoszech. W latach 1913–1915 pracował jako redaktor pisma „Lacerba”. Był zwolennikiem przystąpienia Włoch do I wojny światowej, a po jej zakończeniu popierał część postulatów faszystowskich. Na początku lat 20. zmienił swój światopogląd religijny, wiążąc się z ruchem katolickim i stając na czele m.in. florenckich pisarzy katolickich (pismo „Il Frontespizio”).

## Książki
- Zmierzch filozofów (1906) – praca filozoficzna
- Pamiętniki Pana Boga (1911) – szydercza polemika nt. roli Boga w życiu człowieka i świata, Papini opublikował ją będąc zagorzałym ateistą
- Skończony człowiek (1912) – powieść autobiograficzna, odsłaniająca trudne początki jego literackiej kariery
- Pragmatyzm
- Dzieje Chrystusa (1921)
- Listy Celostyna
- Szatan
- Dante żywy
- Święty Augustyn
- Gog
- Świadkowie Męki

Poezje:
- Pane e vino (1926)

Literaturoznastwo:
- Żywy Dante (1933)
- Historia literatury włoskiej (1937)